# Морленд Тауншип (округ Лайкомінг, Пенсільванія)
Морленд Тауншип (англ. Moreland Township) — селище (англ. township) в США, в окрузі Лайкомінг штату Пенсільванія. Населення — 1015 осіб (2020).

## Демографія
Згідно з переписом 2010 року, у селищі мешкали 943 особи в 375 домогосподарствах у складі 292 родин. Було 398 помешкань
Расовий склад населення:
| - 99,5 % — білих - 0,1 % — корінних американців - 0,1 % — чорних або афроамериканців - 0,1 % — азіатів |

До двох чи більше рас належало 0,2 %. Частка іспаномовних становила 0,3 % від усіх жителів.
За віковим діапазоном населення розподілялося таким чином: 17,8 % — особи молодші 18 років, 65,9 % — особи у віці 18—64 років, 16,3 % — особи у віці 65 років та старші. Медіана віку мешканця становила 47,2 року. На 100 осіб жіночої статі у селищі припадало 105,0 чоловіків;  на 100 жінок у віці від 18 років та старших — 107,8 чоловіків також старших 18 років.
Середній дохід на одне домашнє господарство  становив 78 434 долари США (медіана — 64 615), а середній дохід на одну сім'ю — 88 477 доларів (медіана — 70 833). Медіана доходів становила 49 000 доларів для чоловіків та 41 875 доларів для жінок. За межею бідності перебувало 1,7 % осіб, у тому числі 0,0 % дітей у віці до 18 років та 6,9 % осіб у віці 65 років та старших.
Цивільне працевлаштоване населення становило 559 осіб. Основні галузі зайнятості: освіта, охорона здоров'я та соціальна допомога — 21,8 %, виробництво — 18,4 %, роздрібна торгівля — 15,4 %.